# 金京纯
金京纯（韓語：김경순，1965年12月10日—），韩国女子手球运动员。她曾代表韩国国家队参加1984年和1988年夏季奥林匹克运动会手球比赛，获得一枚金牌和一枚银牌。